# Dolnośląski Festiwal Nauki
Dolnośląski Festiwal Nauki, do 2000 Wrocławski Festiwal Nauki – coroczna impreza odbywająca się pod koniec września i w październiku na Dolnym Śląsku, mająca za cel popularyzację nauki w społeczeństwie. Festiwal organizowany jest od 1998 roku, a obecną nazwę nosi od 2001 roku.

## Cele
Dolnośląski Festiwal Nauki jest corocznym wydarzeniem, którego najważniejszymi misjami są: edukacja oraz popularyzowanie nauki wśród mieszkańców Wrocławia i mniejszych ośrodków miejskich Dolnego Śląska. Do najważniejszych celów DFN należą:
- realizowanie społecznej roli nauki przez upowszechnianie wiedzy i dokonań naukowych oraz edukacyjnych wrocławskiego środowiska naukowego i  artystycznego;
- rozbudzanie zainteresowania nauką poprzez ukazywanie w przystępny sposób jej osiągnięć (projekt „Interaktywne pokazy w szkołach”, interdyscyplinarne dyskusje panelowe z udziałem naukowców i publiczności, wykłady, warsztaty, pokazy, prezentacje, laboratoria etc.);
- zapoznanie społeczeństwa z najnowszymi odkryciami i badaniami naukowymi;
- rozpowszechnianie zainteresowania sztuką poprzez koncerty, wystawy, wycieczki, a także projekty artystyczne i spektakle zrealizowane wspólnie z wrocławskim środowiskiem artystycznym;

- umożliwienie poznania nowoczesnej aparatury naukowej, analitycznej i diagnostycznej – demonstracje doświadczeń, pokazy technik laboratoryjnych, projekcje multimedialne, prezentacje najnowocześniejszych jak i muzealnych urządzeń technicznych wraz z objaśnieniem zasad ich działania, otwarcie specjalistycznych, niedostępnych na co dzień laboratoriów;
- promowanie studiów na określonych kierunkach (głównie nauk ścisłych) poprzez przygotowanie bogatego programu popularyzatorskiego, nawiązującego do najnowszych kierunków badań naukowych prowadzonych przez poszczególne uczelnie, a także promowanie szkół artystycznych;
- prezentowanie młodych, utalentowanych dydaktyków oraz miejsc ich pracy zawodowej, a także zdolnych licealistów (Debata Oksfordzka, konkursy, olimpiady, tematyczne maratony naukowe z nagrodami etc.)[3][martwy link].

## Historia
Pierwszy festiwal z 1998 obejmował imprezy naukowe we Wrocławiu (3 dni), Jeleniej Górze, Legnicy i Wałbrzychu (1 dzień). Kolejne edycje stawały się z reguły coraz dłuższe i obejmujące więcej miast, tak że XV Festiwal w 2012 trwał 22 dni i oprócz ww. miast odbywał się także w Zgorzelcu, Dzierżoniowie, Głogowie, Bystrzycy Kłodzkiej i Ząbkowicach Śląskich. W roku 2014 do grona miasta festiwalowych dołączył Lubin, a od roku 2017 także Bolesławiec.
Historia Festiwalu to nieustanny wzrost liczby prezentowanych treści oraz odwiedzin. W edycji z 1998 roku odbyło się 285 imprez naukowych, które łącznie odwiedziło ponad 20 tys. osób. W ramach XIX Dolnośląskiego Festiwalu Nauki zorganizowano przeszło 1500 wydarzeń, które odwiedziło blisko 140 tys. osób. Dolnośląski Festiwal Nauki jest od lat członkiem europejskiego konsorcjum festiwali EUSEA. Jego działania widoczne są także na innych kontynentach, m.in. w Azji, gdzie brał udział w VI Pekińskim Festiwalu Nauki. Od 2018 roku DFN należy do Światowej Sieci Festiwali Nauki (Beijing Global Network of Science Festivals – BGNSF.

## Organizatorzy
Organizatorami przedsięwzięcia są wrocławskie uczelnie i lokalne jednostki PAN, przy współudziale różnych instytucji kultury i firm. Inicjatorką powstania i głównym koordynatorem Festiwalu w pierwszych latach była prof. Aleksandra Kubicz z Uniwersytetu Wrocławskiego. Skład Koordynatorów Festiwalu na przestrzeni lat uzupełniają prof. Kazimiera A. Wilk (2003–2008), prof. Adam Jezierski (2008–2009), prof. Kazimierz Orzechowski (2009–2016) oraz prof. Tadeusz Dobosz (2017–2019). Obecny Koordynator DFN prof. Ryszard Polechoński pełni swoją funkcję od początku 2019 roku. 
Organizatorzy: 
Uniwersytet Wrocławski
Politechnika Wrocławska
Uniwersytet Medyczny im. Piastów Śląskich we Wrocławiu
Uniwersytet Ekonomiczny we Wrocławiu
Uniwersytet Przyrodniczy we Wrocławiu
Akademia Muzyczna im. Karola Lipińskiego we Wrocławiu
Akademia Sztuk Teatralnych im. Stanisława Wyspiańskiego w Krakowie, Filia we Wrocławiu
Akademia Sztuk Pięknych im. Eugeniusza Gepperta we Wrocławiu
Akademia Wychowania Fizycznego im. Polskich Olimpijczyków we Wrocławiu
Papieski Wydział Teologiczny we Wrocławiu
Akademia Wojsk Lądowych im. gen. Tadeusza Kościuszki we Wrocławiu
Instytut Immunologii i Terapii Doświadczalnej im. Ludwika Hirszfelda PAN we Wrocławiu
Instytut Niskich Temperatur i Badań Strukturalnych im. Włodzimierza Trzebiatowskiego PAN we Wrocławiu

## Nagrody
XXVI Dolnośląski Festiwal Nauki 2023 został uhonorowany Nagrodą Główną w kategorii Popularyzacja nauki przyznawaną przez Stowarzyszenie PR i Promocji Uczelni Polskich „PRom”
Dolnośląski Festiwal Nauki zdobył Nagrodę Główną konkursu Popularyzator Nauki 2019 organizowanego przez Polską Agencję Prasową i serwis Nauk w Polsce wraz z Ministerstwem Nauki i Szkolnictwa Wyższego. Gala odbyła się 28 lutego 2020 roku w Warszawie. 
Festiwal otrzymał w 2000. roku również:
– nagrodę główną w kategorii Nauka od Nike Allianz,
– nagrodę główną na Targach Edukacyjnych TARED.

## Na Tropach Wiedzy
Festiwalowy przewodnik po świecie nauki pt. „Na Tropach Wiedzy” to wydawnictwo Dolnośląskiego Festiwalu Nauki. Znajdują się w nim teksty popularyzatorskie z każdej dziedziny nauki oraz program Dolnośląskiego Festiwalu Nauki.

## Dolnośląskie Podcasty Nauki
Jest to seria 25. rozmów z popularyzatorami nauki z Wrocławia opublikowana z okazji jubileuszowej 25. edycji DFN w 2022 roku. 

## Hasło przewodnie
Od 2008 roku każda edycja Festiwalu odbywa się pod hasłem przewodnim nawiązującym do aktualnych wydarzeń, rocznic, obchodów. Dotychczas były to:
2008 - Poszerzaj horyzonty - podróż po świecie nauki
2009 - Wyobraźnia i myśl sięgają dalej niż do gwiazd
2010 - Piękno różnorodności
2011 - Nauka kluczem do natury
2012 - Wspólne odkrywanie świata
2013 - Nauka obywatelem Europy
2014 - Ścieżki rozumu
2015 - Światło nauki
2016 - Ziarna wiedzy
2017 - Nauka bez granic
2018 - 1918-2018
2019 - Między duchem a materią... pośredniczy matematyka
2020 - Nauka 2.0
2021 - Od science fiction do Science (Nauka objaśnia świat, ale pogodzić z nim może jedynie sztuka)
2022 - Liczy się Nauka!
2023 - Nauka porusza!
2024 - Trenuj Umysł!

## Krasnal wrocławski
W 2022 roku został ustawiony Krasnal wrocławski De-eF-eNek jako symbol ogromnego wkładu wszystkich przygotowujących festiwalowe spotkania z nauką dla mieszkańców Wrocławia i Dolnego Śląska. Krasnala można zobaczyć przy ul. Świdnickiej 10, gdzie do lipca 2024 r. znajdowała się siedziba Biura DFN. 